# Marilyn Manson: Independent Touring
Прежде чем приступать к любой официальной поездке под крылом крупного лейбла, Marilyn Manson провели несколько лет в гастролях — во Флориде, в Форте Лодердейл, в Бока-Ратон, в Майами-Бич. До августа 1992 года музыканты выступали под названием Marilyn Manson & Spooky Kids. Концерты группы проходили с 28 апреля 1990 до 4 июня 1994.

## Исполнение
В течение тура Spooky Kids группа удивляла своим имиджем. На сцене мог появиться полуголый, или даже голый, Мэнсон. Также на концертах появлялись девушки в крови, которых садили в металлические клетки. Во время выступлений выносили флаги имеющие отношение в к фашизму. После того, как участники группы порвали Мормонскую библию во время одного из своих выступлений им запретили давать концерты во многих штатах Америки. Помимо девушек и флагов, сцену украшали расчленённые детские куклы, плакаты и синтезатор Пого, на котором была надпись Cunt ({{lang-en]].)

## Исполнители
Marilyn Manson & the Spooky Kids
- Мэрилин Мэнсон — вокал
- Дэйзи Берковиц — гитара
- Оливия Ньютон Банди (с 28 Апреля, 1990 по 1 Июня, 1990), Гиджет Гейн (с 14 июня, 1990 по 31 декабря, 1993), Твигги Рамирез (с 1 января, 1994) — бас гитара
- За За Спек (с 28 апреля, 1990 по 1 июня, 1990), Мадонна Уэйн Гейси (с 27 июля, 1990) — клавиши
- Yamaha RX-8 drum machine (с 28 апреля, 1990 по 5 августа, 1991), Сара Ли Лукас (с 11 августа, 1991) — ударные

После второго шоу группы, которое Мэнсон охарактеризовал как «первый настоящий спектакль», За За Спек и Оливия Ньютон-Банди ушли из группы. Они были заменены клавишником Мадонной Уэйн Гейси и бас гитаристом Гиджет Гейном. Позже, когда Гиджет Гейн очутился в больнице от передозировки наркотиков, его выгнали из группы и заменили давним другом Мэнсона — Твигги Рамирезом, который оставался с группой вплоть до 2003 года.

## Сет лист
В течение первых двух лет существования группы, музыканты записали базовый набор песен, которые они будут исполнять. Следующий список содержит песни в том порядке, в котором они исполнялись:
1. «Cake and Sodomy»
2. «Learning to Swim»
3. «White Knuckles»
4. «Suicide Snowman»
5. «Lunchbox»
6. «Dope Hat»
7. «My Monkey»
8. «Misery Machine»

К концу независимых шоу и ближайшим завершением альбома Portrait of an American Family, сет-лист тура, стал следующим:
1. «Get Your Gunn»
2. «Filth»
3. «Suicide Snowman»
4. «Dope Hat»
5. «White Knuckles»
6. «Sweet Tooth»
7. «Wrapped in Plastic»
8. «Lunchbox»
9. «Choklit Factory»
10. «Misery Machine»
11. «Thrift»
12. «Cake and Sodomy»
13. «Dune Buggy»